# Ultimate Avengers 2
Pour les articles homonymes, voir Les Vengeurs et Ultimates.
Série Marvel Animated Features
Ultimate Avengers
(2006) The Invincible Iron Man
(2007)
Pour plus de détails, voir Fiche technique et Distribution.
Ultimate Avengers 2 ou Les Vengeurs Ultimate 2 (Ultimate Avengers 2: Rise of the Panther) est un film d'animation américain réalisé par Will Meugniot et Dick Sebast, sorti directement en vidéo en 2006.
Produit en 2006 par MLG Productions 2 et Marvel Entertainment, le scénario est inspiré des comics Les Vengeurs et Ultimates publiés par Marvel. Diffusé en avant-première le 21 octobre 2006 sur Cartoon Network aux États-Unis.

## Synopsis
Après la victoire sur les Chitauris, Captain America continue ses missions pour le SHIELD; mais incapable de trouver la paix à cause du souvenir de Kleiser, son ennemi juré, il prend des risques de plus en plus inconsidérés. L'occasion de tourner la page lui est donnée quand Kleiser fait son retour au Wakanda et tue la Panthère noire, le roi T'Chaka. Le fils de ce dernier, le prince T'Challa, en dépit de l'isolationnisme et la xénophobie acharnés de son pays, part chercher les Vengeurs afin de les aider à contrer les Chitauris, qui ont décidé de mettre en œuvres tous leurs moyens pour s'emparer du monde.

## Fiche technique
Sauf indication contraire, les informations mentionnées dans cette section peuvent être confirmées par les bases de données cinématographiques IMDb et Allociné,  présentes dans la section « Liens externes ».
- Titre original : Ultimate Avengers 2: Rise of the Panther
- Titre français : Ultimate Avengers 2 ou Les vengeurs ultimate 2
- Titre québécois : Les Vengeurs 2
- Réalisation : Will Meugniot, Dick Sebast, Bob Richardson et Boyd Kirkland
- Scénario : Craig Kyle, Greg Johnson et Bryan Hitch (non crédité)
  - d'après les personnages de comics Ultimates créés par Mark Millar,
  - d'après le personnage et comics Captain America créé par Joe Simon et Jack Kirby,
  - d'après les personnages créés par Stan Lee
- Musique : Guy Michelmore
- Son : Mike Draghi, Walter Ledesma, Eric Lewis
- Montage : George Rizkallah
- Production : Bob Richardson
  - Production déléguée : Avi Arad, Ken Katsumoto, Craig Kyle et Eric S. Rollman
  - Production associée : Ron Hohauser
  - Coproduction déléguée : Stan Lee
- Animation : Benoît Le Pennec, Franck Louis-Marie, Tec Manalac, Nollan Obena, Alan M.W. Simmons
- Sociétés de production[2] : Marvel Enterprises, Lionsgate et MLG Productions 2
- Sociétés de distribution : Lions Gate Films Home Entertainment (États-Unis) ; Maple Pictures (Canada) ; Metropolitan Filmexport (France)[3]
- Budget : n/a
- Pays de production :  États-Unis
- Langue originale : anglais, espagnol
- Format[4] : couleur - 1,78:1 (Widescreen) - son Dolby Digital
- Genres : animation, action, aventures, science-fiction
- Durée : 73 minutes
- Dates de sortie[5] :
  - États-Unis : 8 août 2006 (sortie directement en vidéo)
  - France : 25 août 2009 (sortie directement en vidéo)[6]
- Classification[7] :
  - États-Unis : accord parental recommandé, film déconseillé aux moins de 13 ans (PG-13 - Parents Strongly Cautioned)[Note 1]
  - France : tous publics

## Distribution
- Justin Gross (VF : Jean-Pierre Michaël ; VQ : Patrice Dubois) : Capitaine Steve Rogers / Captain America
- Marc Worden (VF : Bernard Gabay ; VQ : Patrick Chouinard) : Tony Stark / Iron Man
- Andre Ware (VF : Thierry Desroses ; VQ : François L'Écuyer) : Général Nick Fury
- Grey DeLisle (VQ : Catherine Proulx-Lemay) : Janet Van Dyne-Pym / Wasp
- Nolan North (VF : Alexis Victor ; VQ : Renaud Paradis) : Hank Pym / Giant-Man
- Dave Boat (VF : Patrick Borg ; VQ : Marc-André Bélanger) : Thor
- Olivia d'Abo (VF : Juliette Degenne ; VQ : Viviane Pacal) : Natalia Romanov / Black Widow
- Fred Tatasciore : Hulk
- Michael Massee (VF : Damien Boisseau ; VQ : Jean-Luc Montminy) : Dr. Bruce Banner
- Nan McNamara (VQ : Manon Arsenault) : Dr. Betty Ross
- James K. Ward : Herr Kleiser
- Jeffrey D. Sams (VF : Daniel Lobé) : T'Challa / La Panthère noire
- Dwight Schultz (VF : Philippe Dumond) : Odin

## Distinctions
Le film Ultimate Avengers 2 a obtenu une seule nomination :
- Motion Picture Sound Editors Awards 2007 : meilleur montage sonore dans un projet direct-to-video pour Mike Draghi, Stephen P. Robinson, David Ball, Mike Garcia, Mark Ryan, Kyle Clausen, Mark Lanza et David W. Barr

## Marvel Animated Features
Ce film s'inscrit dans la série Marvel Animated Features, composée de 8 huit vidéofilms produits par Lionsgate, Marvel Animation et MLG Productions 8,.
- 2006 : Ultimate Avengers (Ultimate Avengers: The Movie)
- 2006 : Ultimate Avengers 2 (Ultimate Avengers 2: Rise of the Panther)
- 2007 : The Invincible Iron Man
- 2007 : Docteur Strange (Doctor Strange: The Sorcerer Supreme)
- 2008 : Next Avengers: Heroes of Tomorrow
- 2009 : Hulk Vs
- 2010 : Planète Hulk (Planet Hulk)
- 2011 : Thor : Légendes d'Asgard (Thor: Tales of Asgard)